# Bayerischer MCCi
Die Dampftriebwagen der Gattung MCCi der Bayerischen Staatsbahn wurden 1906 bis 1908 in sieben Exemplaren für den Münchener Vorortverkehr gebaut. Der Wagenkasten stammte von MAN, die Antriebstechnik von Maffei.
Die Triebwagen hatten die Achsfolge B'2', es waren also zwei der vier Achsen angetrieben. Die Antriebseinheit entsprach technisch weitgehend den zweiachsigen Lokalbahnlokomotiven der Gattung ML 2/2. Die Fahrzeuge führten ausschließlich die 3. Wagenklasse. Die Triebwagen kamen im Vorortverkehr auf den Strecken München–Holzkirchen, München–Weilheim und München–Herrsching zum Einsatz.
1924, als die Triebwagen bereits von der Deutschen Reichsbahn übernommen waren, wurden vier der Triebwagen anlässlich der Elektrifizierung der Garmischer Liniengruppe zu Elektrotriebwagen umgebaut. Diese Fahrzeuge wurden zunächst als D4i elT, später als ET 85 bezeichnet und waren damit die Prototypen der Baureihe ET 85. Als letztes dieser Fahrzeuge wurde der ET 85 01 erst 1958 ausgemustert.
Ein weiterer MCCi wurde 1928 von MAN zu einem Dieseltriebwagen (865) umgebaut und im Bereich von Nürnberg eingesetzt. Dieses Fahrzeug bewährte sich jedoch nicht und wurde schon Ende der 1920er Jahre ausgemustert.